# Majmuni Starog svijeta
Zamorci (Cercopithecidae), često poznati pod imenom psoliki majmuni i repati majmuni, porodica iz reda primata. Budući da su recentna porodica, jedini su u natporodici Cercopithecoidea.
Novootkrivena je vrsta Rhinopithecus strykeri.
Ovi majmuni se nizom osobina razlikuju od drugih skupina. Prije svega, uočljiva osobina im je oblik glave, koji podsjeća na pseću, što se odražava i u jednom od skupnih naziva, psoliki majmuni. Za razliku od čovjekolikih, gotovo sve vrste imaju rep, ali taj rep, za razliku od američkih, niti kod jedne vrste nije prilagođen hvatanju. Od majmuna Novog svijeta razlikuju se konstrukcijom i oblikom nosa, pa tako oni spadaju u skupinu uskonosaca, dok su svi majmuni Novog svijeta širokonosci. Od čovjekolikih majmuna razlikuju se i po zubima. Pored toga, razlikuju se i građom slušnih kostiju.
Brojne vrste majmuna Starog svijeta imaju razne anatomske osobitosti. Tako sakati majmuni imaju samo krnji palac (po čemu su dobili ovo ime, jer se ranije mislilo, da je to posljedica nekih ozljeda) čime su bolje prilagođeni životu u krošnjama stabala; dok dugorepi nosan ima izuzetno velik nos, dotle ga vrste iz roda Rhinopithecus gotovo i nemaju; penis mužjaka mandrila je crven, a skrotum im je ljubičaste boje, dok na licu ima pruge istih boja kao genitalije a razvija se samo kod dominantnog mužjaka unutar skupine više mužjaka. 

## Rasprostranjenost
Ova porodica živi na području gotovo cijele Afrike (ali ne i na Madagaskaru) i velikim dijelovima Azije (Arapski poluotok, Jugoistočna Azija, Južna Azija, Kina i Japan). Jedna vrsta, berberski makaki, živi čak u Europi, na području Gibraltara, no smatra se, da su ih ljudi tu naselili.

## Način života
Ovi primati su gotovo isključivo dnevno aktivne životinje. Većina vrsta živi u skupinama i pokazuju vrlo kompeksan obrazac grupnog ponašanja. Uz stanovnike stabala, postoje i vrste koje se (kao na primjer pavijani) zadržavaju gotovo isključivo na tlu.

## Sistematika
Prihvaćena je podjela porodice na dvije potporodice, Cercopithecinae koja obuhvaća uglavnom afričke ali i različite rodove makaka koji žive u Aziji i sjevernoj Africi, i potporodicu sakatih i vitkostasih majmuna koja uključuje većinu azijskih rodova, ali i afričke sakate majmune.
- Natporodica Cercopithecoidea
  - Porodica Cercopithecidae: majmuni Starog svijeta 
    - Potporodica Cercopithecinae
      - Pleme Cercopithecini
        - Rod Allenopithecus
          - Allenopithecus nigroviridis Allenov močvarni majmun

        - Rod Miopithecus
          - Miopithecus talapoin Angolski talapoin
          - Miopithecus ogouensis Gabonski talapoin

        - Rod Erythrocebus
          - Erythrocebus patas

        - Rod Chlorocebus
          - Chlorocebus sabaeus
          - Chlorocebus aethiops Zeleni zamorac
          - Chlorocebus djamdjamensis
          - Chlorocebus tantalus
          - Chlorocebus pygerythrus
          - Chlorocebus cynosuros

        - Rod Cercopithecus
          - Cercopithecus dryas Dryas zamorac
          - Cercopithecus diana Diana zamorac
          - Cercopithecus roloway Roloway zamorac
          - Cercopithecus nictitans Veliki pjegavonosi zamorac
          - Cercopithecus mitis Plavi zamorac
          - Cercopithecus doggetti Srebrni zamorac
          - Cercopithecus kandti Zlatni zamorac
          - Cercopithecus albogularis Sykesov zamorac
          - Cercopithecus mona Mona zamorac
          - Cercopithecus campbelli Campbellov zamorac
          - Cercopithecus lowei Loweov zamorac
          - Cercopithecus pogonias Kukmasti zamorac
          - Cercopithecus wolfi Wolfov zamorac
          - Cercopithecus denti Dentov zamorac
          - Cercopithecus petaurista Mali pjegavonosi zamorac
          - Cercopithecus erythrogaster Bjelogrli zamorac
          - Cercopithecus sclateri Sclaterov zamorac
          - Cercopithecus erythrotis Crvenouhi zamorac
          - Cercopithecus cephus Brkati zamorac
          - Cercopithecus ascanius Crvenorepi zamorac
          - Cercopithecus lhoesti L'Hoestov zamorac
          - Cercopithecus preussi Preussov zamorac
          - Cercopithecus solatus Sunčanorepi zamorac
          - Cercopithecus hamlyni Hamlynov zamorac
          - Cercopithecus neglectus De Brazzin zamorac

      - Pleme Papionini
        - Rod Makaki, Macaca
          - Macaca sylvanus Berberski makaki,
          - Macaca silenus Lavorepi makaki
          - Macaca nemestrina Južni svinjorepi makaki
          - Macaca leonina Sjeverni svinjorepi makaki
          - Macaca pagensis Pagaiski makaki
          - Macaca siberu Siberut makaki
          - Macaca maura Maurski makaki
          - Macaca ochreata Čizmasti makaki
          - Macaca tonkeana Tonkeanški makaki
          - Macaca hecki Heckov makaki
          - Macaca nigriscens Gorontalo makaki
          - Macaca nigra Celebeski crni makaki
          - Macaca fascicularis Makaki rakojed,
          - Macaca arctoides Medvjeđi makaki
          - Macaca mulatta Rezus makaki
          - Macaca cyclopis Formoški makaki
          - Macaca fuscata Japanski makaki,
          - Macaca sinica Tokejski makaki
          - Macaca radiata Kapasti makaki
          - Macaca assamensis Assamski makaki
          - Macaca thibetana Tibetski makaki,
          - Macaca munzala Munzala

        - Rod Lophocebus
          - Lophocebus albigena Sivolici mangabi
            - Lophocebus albigena albigena
            - Lophocebus albigena osmani
            - Lophocebus albigena johnstoni

          - Lophocebus aterrimus Crnokukmi mangabi
          - Lophocebus opdenboschi Opdenboschov mangabi
          - Lophocebus ugandae

        - Rod Rungwecebus
          - Rungwecebus kipunji Planinski mangabi

        - Rod Papio
          - Grivasti pavijan, Papio hamadryas
          - Gvinejski pavijan, Papio papio
          - Maslinasti pavijan, Papio anubis
          - Žuti pavijan, Papio cynocephalus
          - Papio ursinus Medvjeđi pavijan,

        - Rod Theropithecus
          - Gelada pavijan, Theropithecus gelada

        - Rod Cercocebus
          - Cercocebus atys Pepeljasti mangabi
            - Cercocebus atys atys
            - Cercocebus atys lunulatus

          - Bjelovrati mangabi,  Ogrličasti mangabi Cercocebus torquatus
          - Cercocebus agilis Agilni mangabi
          - Cercocebus chrysogaster Zlatotrbi mangabi
          - Cercocebus galeritus Tana-mangabi
          - Cercocebus sanjei Sanje-mangabi

        - Rod Mandrili
          - Mandril, Mandrillus sphinx
          - Dril, Mandrillus leucophaeus

    - Potporodica Colobinae
      - Afrička skupina
        - Rod Colobus
          - Crni kolobus, Colobus satanas
          - Angolski kolobus, Colobus angolensis
          - Colobus polykomos Kraljevski gvereza
          - Colobus satanas Crni gvereza
          - Colobus vellerosus Medvjeđi gvereza
          - Sjeverni crno-bijeli gvereza, Crno-bijeli gvereza Colobus guereza

        - Rod Piliocolobus
          - Piliocolobus badius Zapadni crveni gvereza
            - Piliocolobus badius badius
            - Piliocolobus badius temminckii
            - Piliocolobus badius waldronae

          - Piliocolobus pennantii Pennantov gvereza
            - Piliocolobus pennantii pennantii
            - Piliocolobus pennantii epieni
            - Piliocolobus pennantii bouvieri

          - Piliocolobus preussi Preussov crveni gvereza
          - Piliocolobus tholloni Thollonov crveni gvereza
          - Piliocolobus foai Srednjoafrički crveni gvereza
            - Piliocolobus foai foai
            - Piliocolobus foai ellioti
            - Piliocolobus foai oustaleti
            - Piliocolobus foai semlikiensis
            - Piliocolobus foai parmentierorum

          - Piliocolobus tephrosceles Ugandski crveni gvereza
          - Piliocolobus gordonorum Uzyngwa crveni gvereza
          - Piliocolobus kirkii Zanzibarski crveni gvereza
          - Piliocolobus rufomitratus Tana crveni gvereza

        - Rod Procolobus
          - Procolobus verus Maslinasti gvereza

      - Skupina langura
        - Rod Semnopithecus
          - Nepalski sivi langur, Semnopithecus schistaceus
          - Kašmirski sivi langur, Semnopithecus ajax
          - Taraiev sivi langur,  Semnopithecus hector
          - Hanumanov langur, Semnopithecus entellus
          - Semnopithecus hypoleucos Crnonogi sivi langur
          - Semnopithecus dussumieri Južni sivi langur
          - Semnopithecus priam Čupavi sivi langur

        - Rod Trachypithecus
          - Skupina T. vetulus
            - Trachypithecus vetulus
            - Trachypithecus johnii

          - Skupina T. cristatus
            - Trachypithecus auratus
            - Trachypithecus cristatus
            - Trachypithecus germaini
            - Trachypithecus barbei

          - Skupina T. obscurus
            - Trachypithecus obscurus
            - Trachypithecus phayrei

          - Skupina T. pileatus
            - Trachypithecus pileatus
            - Trachypithecus shortridgei
            - Trachypithecus geei

          - Skupina T. francoisi
            - Trachypithecus francoisi
            - Trachypithecus hatinhensis
            - Trachypithecus poliocephalus
            - Laoški langur, Trachypithecus laotum
            - Delacourov langur, Trachypithecus delacouri
            - Indokineski crni langur, Trachypithecus ebenus

        - Rod Presbytis
          - Sumatranski surili, Presbytis melalophos
          - Presbytis femoralis
          - Sarawaški surili, Presbytis chrysomelas
          - Presbytis siamensis
          - Presbytis frontata
          - Javanski surili, Presbytis comata
          - Thomasov langur, Presbytis thomasi
          - Presbytis hosei
          - Presbytis rubicunda
          - Presbytis potenziani
          - Presbytis natunae

      - Skupina majmuna specifičnih nosova
        - Rod Pygathrix
          - Pygathrix nemaeus
          - Pygathrix nigripes
          - Pygathrix cinerea

        - Rod Rhinopithecus
          - Zlatni kratkonosi majmun, Rhinopithecus roxellana
          - Crni kratkonosi majmun, Rhinopithecus bieti
          - Sivi kratkonosi majmun, Rhinopithecus brelichi
          - Tonkinški kratkonosi langur, Rhinopithecus avunculus

        - Rod Nasalis
          - Dugorepi nosan, Nasalis larvatus

        - Rod Simias
          - Simias concolor

## Vanjska poveznica
- http://www.chimpanzoo.org/catarrhi.html  Arhivirana inačica izvorne stranice od 3. srpnja 2009. (Wayback Machine)